# Skulpturlandskap Nordland
Skulpturlandskap Nordland est une collection d'art public installée dans le comté de Nordland, en Norvège.

## Généralités
Le projet est mené dans les années 1990 afin de mettre en place des installations artistiques dans le Nordland, une région faiblement peuplée du nord de la Norvège. Il inclut 33 sculptures réalisées par autant d'artistes, provenant de 18 pays différents, et érigées dans 32 municipalités du Nordland ainsi qu'à Skånland (dans le comté de Troms). Maaretta Jaukkuri (no) en est la conservatrice.

## Sculptures
| Œuvre                   | Auteur                      | Commune      | Localisation | Notes | Installation | Coordonnées                       | Illustration          |
| ----------------------- | --------------------------- | ------------ | ------------ | ----- | ------------ | --------------------------------- | --------------------- |
| Vindenes hus (no)       | Sissel Tolaas               | Alstahaug    |              |       | 1994         | 66° 01′ 46″ nord, 12° 41′ 52″ est | Vindenes hus (no)     |
| Øymuseet                | Raffael Rheinsberg (de)     | Andøy        |              |       | 1992         | à géolocaliser                    | Image manquante       |
| Himmel på jord          | Inge Mahn (de)              | Ballangen    |              |       | 1993         | à géolocaliser                    | Image manquante       |
| Idag, imorgen, alltid   | Kari Cavén (fi)             | Beiarn       |              |       | 1992         | à géolocaliser                    | Idag, imorgen, alltid |
| Mannen fra havet        | Kjell Erik Killi Olsen (en) | Bø           |              |       | 1994         | à géolocaliser                    | Image manquante       |
| Sans titre              | Tony Cragg                  | Bodø         |              |       | 1993         | à géolocaliser                    | Sans titre            |
| Steinar Breiflabb       | Erik Dietman                | Brønnøy      |              |       | 1997         | à géolocaliser                    | Image manquante       |
| Steinhuset              | Bjørn Nørgaard              | Evenes       |              |       | 1995         | à géolocaliser                    | Image manquante       |
| Sans titre              | Per Barclay (de)            | Fauske       |              |       | 1993         | à géolocaliser                    | Image manquante       |
| Epitaph                 | Toshikatsu Endō             | Flakstad     |              |       | 1998         | à géolocaliser                    | Image manquante       |
| Den glömda staden       | Jan Håfström (no)           | Gildeskål    |              |       | 1996         | à géolocaliser                    | Image manquante       |
| Dager og netter         | Sarkis                      | Hadsel       |              |       | 1998         | à géolocaliser                    | Image manquante       |
| Stella Maris            | Steinar Christensen (no)    | Hamarøy      |              |       | 1994         | à géolocaliser                    | Image manquante       |
| Alveborg                | Hreinn Friðfinnsson (de)    | Hattfjelldal |              |       | 1993         | à géolocaliser                    | Image manquante       |
| Omkring                 | Waltercio Caldas (no)       | Leirfjord    |              |       | 1994         | à géolocaliser                    | Image manquante       |
| Øye i stein             | Anish Kapoor                | Lødingen     |              |       | 1998         | à géolocaliser                    | Image manquante       |
| Varde                   | Per Kirkeby                 | Meløy        |              |       | 1992         | à géolocaliser                    | Image manquante       |
| Laurbærblad – Moskenes  | Cristina Iglesias           | Moskenes     |              |       | 1994         | à géolocaliser                    | Image manquante       |
| Sans titre              | Bård Breivik (no)           | Narvik       |              |       | 1993         | à géolocaliser                    | Image manquante       |
| Etterbilder             | Inghild Karlsen             | Øksnes       |              |       | 1995         | à géolocaliser                    | Image manquante       |
| Havmannen               | Antony Gormley              | Rana         |              |       | 1995         | à géolocaliser                    | Image manquante       |
| Il Nido/Reiret          | Luciano Fabro               | Røst         |              |       | 1994         | à géolocaliser                    | Image manquante       |
| Fire Eksponeringer      | Gediminas Urbonas (no)      | Saltdal      |              |       | 1993         | à géolocaliser                    | Image manquante       |
| Syv magiske punkter     | Martti Aiha                 | Skånland     |              |       | 1994         | à géolocaliser                    | Image manquante       |
| Protractus              | Kristján Guðmundsson (en)   | Skjerstad    |              |       | 1993         | à géolocaliser                    | Image manquante       |
| Hai-Ku-Badekar          | Dorothy Cross (en)          | Sømna        |              |       | 1993         | à géolocaliser                    | Image manquante       |
| Havsøye                 | Sigurdur Gudmundsson (nl)   | Sortland     |              |       | 1992         | à géolocaliser                    | Image manquante       |
| Media Thule             | lafur Gíslason              | Tjeldsund    |              |       | 1995         | à géolocaliser                    | Image manquante       |
| Sans titre              | Dan Graham                  | Vågan        |              |       | 1996         | 68° 14′ 26″ nord, 14° 15′ 43″ est | Sans titre            |
| Tre Éldar               | Hulda Hákon (no)            | Vefsn        |              |       | 1997         | à géolocaliser                    | Image manquante       |
| En ny samtale           | Kain Tapper                 | Vega         |              |       | 1992         | 65° 40′ 26″ nord, 12° 02′ 04″ est | En ny samtale         |
| Hode                    | Markus Raetz                | Vestvågøy    |              |       | 1992         | 68° 18′ 03″ nord, 13° 37′ 59″ est | Hode                  |
| Opus for himmel og jord | Oddvar I.N. (no)            | Vevelstad    |              |       | 1993         | à géolocaliser                    | Image manquante       |